# Vratislav (syn Vratislava II.)
Vratislav (mezi 1056 a 1062 – 19. listopadu 1061/1062) byl synem českého knížete Vratislava II. a jeho manželky Adléty Uherské. Zemřel jako dítě, podle historika Václava Novotného ještě před matkou, která skonala v lednu 1062. Jeho bratrem byl mimo jiné český kníže Břetislav II.